# کریستینا سوارینسکا
کریستینا سوارینسکا (انگلیسی: Kristína Svarinská؛ زادهٔ ۱۴ مهٔ ۱۹۸۹) بازیگر و صداپیشه اهل کشور اسلواکی است. وی از سال ۲۰۰۲ میلادی تاکنون مشغول فعالیت بوده‌است.